# لويل ماسون
لويل ماسون (بالإنجليزية: Lowell Mason)‏ هو ملحن أمريكي، ولد في 8 يناير 1792 في ميدفيلد في الولايات المتحدة، وتوفي في 11 أغسطس 1872 في أورانج ‏ في الولايات المتحدة.

## وصلات خارجية
- لويل ماسون على موقع IMDb (الإنجليزية)
- لويل ماسون على موقع الموسوعة البريطانية (الإنجليزية)
- لويل ماسون على موقع ميوزك برينز (الإنجليزية)
- لويل ماسون على موقع قاعدة بيانات برودواي على الإنترنت (الإنجليزية)
- لويل ماسون على موقع أول ميوزيك (الإنجليزية)
- لويل ماسون على موقع ديسكوغز (الإنجليزية)